# Termocepção

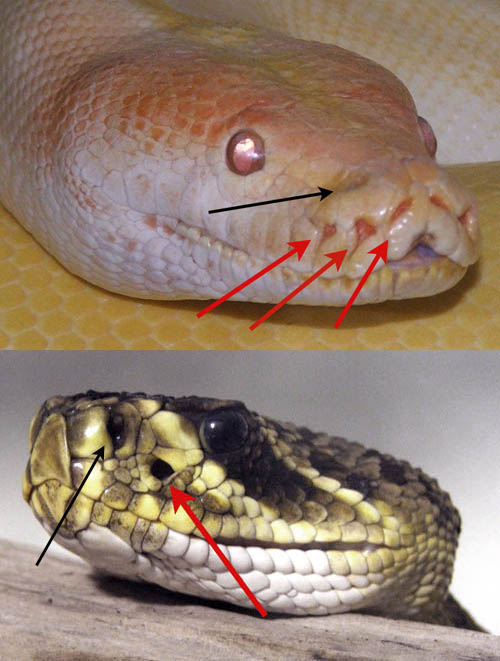
Algumas cobras usam receptores térmicos para localizar suas presas

Termocepção refere-se a percepção de um animal das alterações térmicas do ambiente, geralmente incluído no sentido do tato. A sensibilidade térmica aumenta conforme o organismo se adapta a uma temperatura, sendo assim um organismo adaptado ao calor é mais sensível ao frio e adaptado ao frio é mais sensível ao calor, tanto a curto prazo quanto a longo prazo por predisposições filogenéticas (da espécie) ou ontogenéticas (do organismo durante a vida).
A percepção térmica é fortemente alterada pela temperatura interna do organismo e podem ser alterados por inúmeras doenças. Tanto a febre quanto a hipotermia aumentam muito a sensibilidade ao frio.

## Receptores
As variações térmicas, são discriminadas por pelo menos três tipos de receptores sensoriais: receptores do frio (Corpúsculo de Krause), do calor (Corpúsculo de Ruffini) e ate  dor (terminações nervosas livres). Os receptores de dor são estimulados apenas pelos graus extremos de calor ou frio, identificando as sensações de "frio congelante" e de "calor escaldante" com o objetivo de mobilizar o organismo a se esquivar ou se proteger da origem desse estímulo. 
Os receptores de frio e de calor estão localizados imediatamente abaixo da pele e espalhados pelo corpo todo inclusive na boca, nariz e orelha. Cada um deles tem um diâmetro estimulatório de 1 milímetro. Na maior parte das áreas do corpo há três a dez vezes mais receptores de frio que receptores de calor. A área mais sensível com 15 a 25 receptores de frio por cm² são os lábios, enquanto os dedos possuem apenas 3 a 5 receptores de frio por cm² e certas áreas mais amplas do tronco possuem menos de 1 receptor de frio por cm². 